# NHL Entry Draft 1983
NHL Entry Draft 1983 był 21. draftem NHL w historii. Odbył się w dniu 8 czerwca w Forum de Montréal w Montrealu.

## Draft 1983

### Runda 1
| # | Zawodnik             | Narodowość        | Drużyna NHL                                   | Klub macierzysty                    |
| - | -------------------- | ----------------- | --------------------------------------------- | ----------------------------------- |
| 1 | Brian Lawton (C)     | Stany Zjednoczone | Minnesota North Stars (z Pittsburgh Penguins) | Mount St. Charles Academy (USHS-RI) |
| 2 | Sylvain Turgeon (LS) | Kanada            | Hartford Whalers                              | Hull Olympiques (QMJHL)             |
| 3 | Pat LaFontaine (C)   | Kanada            | New York Islanders (z New Jersey Devils)      | Verdun Juniors (QMJHL)              |
| 4 | Steve Yzerman (C)    | Kanada            | Detroit Red Wings                             | Peterborough Petes (OHL)            |
| 5 | Tom Barrasso (B)     | Kanada            | Buffalo Sabres (z Los Angeles Kings)          | Acton-Boxboro High School (USHS-MA) |

### Runda 2
| #  | Zawodnik            | Narodowość     | Drużyna NHL                                                       | Klub macierzysty                |
| -- | ------------------- | -------------- | ----------------------------------------------------------------- | ------------------------------- |
| 26 | Claude Lemieux (PS) | Kanada         | Montreal Canadiens (z Los Angeles Kings)                          | Trois-Rivières Draveurs (QMJHL) |
| 38 | Frank Musil (O)     | Czechosłowacja | Minnesota North Stars (z Montreal Canadiens przez Calgary Flames) | Tesla Pardubice                 |

### Runda 4
| #  | Zawodnik          | Narodowość | Drużyna NHL     | Klub macierzysty |
| -- | ----------------- | ---------- | --------------- | ---------------- |
| 80 | Esa Tikkanen (LS) | Finlandia  | Edmonton Oilers | HIFK             |

### Runda 6
| #   | Zawodnik        | Narodowość | Drużyna NHL     | Klub macierzysty          |
| --- | --------------- | ---------- | --------------- | ------------------------- |
| 120 | Don Barber (LS) | Kanada     | Edmonton Oilers | Kelowna Buckaroos (BCJHL) |

### Runda 7
| #   | Zawodnik               | Narodowość | Drużyna NHL        | Klub macierzysty |
| --- | ---------------------- | ---------- | ------------------ | ---------------- |
| 138 | Władisław Trietjak (B) | ZSRR       | Montreal Canadiens | CSKA Moskwa      |

### Runda 8
| #   | Zawodnik                | Narodowość | Drużyna NHL       | Klub macierzysty |
| --- | ----------------------- | ---------- | ----------------- | ---------------- |
| 145 | Wiaczesław Fietisow (O) | ZSRR       | New Jersey Devils | CSKA Moskwa      |

### Runda 10
| #   | Zawodnik          | Narodowość     | Drużyna NHL           | Klub macierzysty |
| --- | ----------------- | -------------- | --------------------- | ---------------- |
| 196 | Miloš Říha (LS)   | Czechosłowacja | Minnesota North Stars | TJ Vítkovice     |
| 199 | Dominik Hašek (B) | Czechosłowacja | Chicago Black Hawks   | Tesla Pardubice  |

### Runda 11
| #   | Zawodnik      | Narodowość | Drużyna NHL    | Klub macierzysty |
| --- | ------------- | ---------- | -------------- | ---------------- |
| 214 | Uwe Krupp (O) | RFN        | Buffalo Sabres | Kölner EC        |

### Runda 12
| #   | Zawodnik               | Narodowość | Drużyna NHL       | Klub macierzysty |
| --- | ---------------------- | ---------- | ----------------- | ---------------- |
| 225 | Aleksiej Kasatonow (O) | ZSRR       | New Jersey Devils | CSKA Moskwa      |
| 231 | Siergiej Makarow (PS)  | ZSRR       | Calgary Flames    | CSKA Moskwa      |

Legenda: B – bramkarz, O – obrońca, C – center, LS – lewoskrzydłowy, PS – prawoskrzydłowy.